# Castell’Azzara
Castell’Azzara – miejscowość i gmina we Włoszech, w regionie Toskania, w prowincji Grosseto.
Według danych na rok 2004 gminę zamieszkuje 1826 osób, 28,5 os./km².